# Robert Lemay
Robert Lemay (Montréal, 13 februari 1960) is een Canadees componist van solo-, kamer- en orkestwerken.

## Levensloop
Lemay studeerde bij François Morel aan de Laval Universiteit in Québec, waar hij zijn masterdiploma (M.Mus.) behaalde. Hij studeerde ook aan de Staatsuniversiteit van New York in Buffalo in 1987-88 onder meer bij David Felder, Brian Ferneyhough, Louis Andriessen en Donald Erb. In Frankrijk werkte hij met François Rossé aan het Conservatoire National de Région Centre André Malraux in Bordeaux en met Georges Aperghis aan het Atelier Théâtre et Musique (ATEM) in Parijs. Hij voltooide zijn studie bij Michel Longtin aan de Universiteit van Montréal in Montréal waar hij in 1994 zijn doctoraat (D.Mus.) in compositie behaalde. 
Van 1996-97 doceerde hij compositie aan de Universiteit van Saskatchewan in Saskatoon. Van 2001-21 doceerde hij aan de Laurentian Universiteit in Sudbury, Ontario. Lemay was voorzitter en artistiek directeur van de 5-Penny Nieuwe Muziek Concerten van 2004-18, en Composer-in-Residence van het Sudbury Symfonieorkest van 2008-10.
Als componist schreef hij voor de meest uiteenlopende genres. Hij wordt vooral gewaardeerd voor zijn "belangrijke en substantiële bijdrage aan het saxofoonrepertoire". Van zijn meer dan 140 werken zijn er 80 voor (of met) de saxofoon, variërend van solo's tot grote ensembles. Sinds het einde van de jaren tachtig heeft hij samengewerkt met instrumentale artiesten als Jean-François Guay, Jean-Michel Goury en Jean-Marie Londeix.
Lemay is getrouwd met pianiste Yoko Hirota.

## Compositorische stijl
Lemay is een atonale componist die beïnvloed is door de spectrale technieken van Tristan Murail en Gérard Grisey, de modale benaderingen van Olivier Messiaen en Iannis Xenakis, en de ritmische modulatie van Elliott Carter. Hij heeft ook zijn proces voor het creëren van melodisch materiaal besproken.
De behandeling van de concertsetting - met inbegrip van scenografie, ruimtelijke ordening, gebaren, houding en aanwezigheid van de uitvoerder - is een andere stilistische zorg, die ook het onderwerp was van Lemay's proefschrift en andere geschriften.
Het gebruik van uitgebreide instrumentale technieken is grondig geanalyseerd in twee van Lemay's solostukken, Ariana, Kaboul (altsaxofoon) en Clap (klarinet).
Lemay heeft ook stukken voor studenten geschreven, waaronder 6 Ushebtis (piano), Train miniature (klarinet) en Beat the Drum (altsaxofoon).

## Prijzen
Lemay is laureaat van nationale en internationale compositiewedstrijden waaronder:
- 1988 Rodolphe Mathieu Award. Composers, Authors, and Publishers Association of Canada (CAPAC) voor Les yeux de la solitude.
- 1988 Sir Ernest MacMillan Award. CAPAC voor La fuite immobile.
- 1989 William St. Clair Low Award. CAPAC voor Vagues vertiges.
- 2004 Eerste prijs. Harelbeke Muziekstad - Internationale Harmoniecompositiewedstrijd (België) voor Ramallah.
- 2006 Tweede prijs. Kazimierz Serocki Internationale Componistenwedstrijd (Polen) voor De brises en ressac.
- 2007 Tweede prijs. Internationale compositieprijs (Luxemburg) voor Mare Tranquilitatis III.

## Composities

### Werken voor orkest
- 1988 La fuite immobile, voor orkest.
- 1992 Konzertzimmermusik, voor kamerorkest, 3 slagwerkers en sopraansaxofoon
- 1993 / herzien 2009 On the Road, voor orkest
- 1996 Feuille d'univers, voor 11 strijkers (strijkorkest)
- 1998 Sarajevo II, voor orkest
- 1999 De brises en ressac, voor kamerorkest
- 1999 / herzien 2006 De brises en ressac, versie voor klein orkest
- 2003 Dead and ..., voor kamerorkest
- 2003 Mare tranquillitatis, voor kamerorkest
- 2004 / herzien 2010 Cordes, supercordes, voor pipa en strijkorkest
- 2004 Mare tranquilitatis II, voor accordeon, piano en kamerorkest
- 2005 Oiseau de givre, voor piano en orkest
- 2007 Le miroir d’un moment, voor orkest
- 2007 Mare tranquilitatis III, voor accordeon, piano en kamerorkest
- 2009 Et une porte d'ombre se referme, voor viool en orkest
- 2009 Une distance habitée, voor kamerorkest
- 2010 Mouvance, voor orkest
- 2014 Ici et là, voor strijkorkest

### Werken voor harmonieorkest
- 2002 Ramallah, voor altsaxofoon en harmonieorkest
- 2006 Apeldoorn, Nederland, voor harmonieorkest

### Kamermuziek
- 1985 / herzien 1994 Quintette no. 2, voor marimba/vibrafoon en saxofoonkwartet - ook in een versie voor marimba/vibrafoon en strijkkwartet
- 1989 Vagues vertiges, voor 12 saxofoons (sopraan-, alt-, tenor- en baritonsaxofoon (solo), iedere solist met een gong, en sopranino-, sopraan-, 2 alt-, 2 tenor-, bariton- en bassaxofoon)
- 1990 L'errance ou hommage à Wim Wenders, voor strijkkwartet
- 1991 Triptyque écarlate, voor 3 saxofoons, slagwerk en harp
- 1992 La Chambre verte, Hommage à François Truffaut, voor dwarsfluit, hobo, klarinet, fagot, 2 slagwerkers en piano
- 1992 Vous ne faites que passer, SVP frappez fort, voor 5 gelijke saxofoons en 1 gong
- 1994 La nostalgie du présent, voor koperkwintet (2 trompetten, hoorn, trombone en tuba)
- 1994 La rédemption... hommage à Martin Scorsese, voor saxofoonkwartet en 2 slagwerkers
- 1995 À tout prendre... Hommage à Claude Jutra, zes miniaturen voor strijktrio (viool, altviool, cello) en piano
- 1997 Love streams ... Hommage à John Cassavetes, voor cello en piano
- 1997 Maniwaki, voor trombone en slagwerk
- 1998 Débâcle, voor blaaskwintet
- 2000 Kamigluk's inukshuit, voor dwarsfluit en marimba
- 2000 Quelques tranches de temps, voor dwarsfluit, hobo en klarinet
- 2001 Ombres d'automne et de lune, voor saxofoonkwartet, dwarsfluit, piano en celesta
- 2002 Pourtant il y a la nuit, voor viool en cello
- 2002 Temps de passage (versie A), voor saxofoon (alt- en sopraan), klarinet (ook basklarinet) en blaaskwartet (dwarsfluit, hobo, hoorn en fagot)
- 2002 Temps de passage (versie B), voor saxofoon (alt- en sopraan), klarinet (ook basklarinet), dwarsfluit, hobo, tenorsaxofoon en baritonsaxofoon
- 2004 Varius multiplex multiformis, voor koperkwintet (2 trompetten, hoorn, trombone en tuba)
- 2004 Voix parallèles, voor tenorsaxofoon, trombone en piano
- 2005 Calligramme, voor saxofoonsextet (SAATTB)
- 2006 Fragments/metamorphosis, 9 minituren voor hobo, klarinet en fagot
- 2006 In the dark... Hommage à Lars von Trier, voor viool, cello en piano
- 2007 Checkpoints, voor koperensemble (4 trompetten, 2 hoorns, 3 trombones, eufonium, tuba) en slagwerk (kleine trom, woodblock, vibrafoon, marimba, tamtam en grote trom)
- 2007 Plans-séquences, voor dwarsfluit, klarinet, viool, cello, slagwerk en piano
- 2008 Éole, voor 3 klarinetten
- 2008 Gelb, Rot, Blau... Hommage à Wassily Kandinsky, voor sopraansaxofoon, klarinet en piano
- 2008 Structure / paysage... hommage à Eli Bornstein, voor strijkkwartet
- 2008 Tentation d'exil, voor 12 saxofoons (1 sopranino-, 2 sopraan-, 3 alt-, 3 tenor-, 2 bariton- en 1 bassaxofoon)
- 2009 Ligne(s) médiane(s), voor hobo, klarinet, altsaxofoon en fagot
- 2009 Infinitas, voor viool en piano
- 2010 Metaesquema - hommage à Hélio Oiticica, voor piccolo, 2 dwarsfluiten, 2 klarinetten, basklarinet, sopraan- en baritonsaxofoon
- 2010 On Call, fanfare voor 3 trompetten
- 2010 Territoires intérieurs - Hommage à Bernard Émond, voor strijkkwartet en piano
- 2011 Intimate Echoes (résonances intimes), voor tenorsaxofoon en piano
- 2011 Zones d'ombre, voor sopraansaxofoon, dwarsfluit, piano en slagwerk (glockenspiel, vibrafoon en marimba)
- 2012 Clés, kleine suite voor dwarsfluite (solo) (of 2 dwarsfluiten, of dwarsfluit en piano). Note en Bulle Éditions
- 2012 Quadrichromie - Hommage à Hans Hartung, voor altsaxofoon (solo), saxofoonensemble (SSAAATTTBB) en 2 slagwerkers
- 2013 Gris sur gris (hommage à Yves Gaucher), voor viool en gitaar
- 2014 Train miniature, voor klarinet. Éditions Doberman-Yppan, Collection Jean-Guy Boisvert
- 2014 Slow Swirl at the Edge of the Sea (hommage à Mark Rothko) , voor viola, altosaxofoon en piano. Note en Bulle Éditions
- 2014 Quelques tranches de temps, Versie B voor fluit, sopraansaxofoon en klarinet. Note en Bulle Éditions
- 2015-2016 À découvert, voor viool. Note en Bulle Éditions
- 2015-2016 Jazz...hommage à Henri Matisse, voor tenorsaxofoon (solist), fluit, klarinet, viool, cello, en harp
- 2016 Contrepoint...hommage à Robert Altman, Versie A voor fluit, hobo, klarinet, en fagot.
- 2016 Contrepoint...hommage à Robert Altman, Versie B voor fluit, sopraansaxofoon, klarinet, en fagot
- 2016 Contrepoint...hommage à Robert Altman, Versie C voor fluit, sopraansaxofoon, klarinet, en baritonsaxofoon
- 2019 À court terme, voor B♭ klarinet en cello
- 2019 A Short Answer, voor altsaxofoon, cello en piano
- 2019 Après la pluie, voor 2 violen en piano
- 2019 Overtime, voor 4 trombones
- 2020 Deep Down, voor tuba en piano. Note en Bulle Editions
- 2020 Last Call, voor Franse hoorn en piano. Note en Bulle Éditions
- 2020 L'arc de la lyre, voor harp en piano.
- 2020 À bout de bras, voor trombone en piano. Note en Bulle Éditions
- 2020 Break Point, voor B♭ trompet en piano. Note en Bulle Éditions
- 2020 À deux contre un, voor fluit, altsaxofoon en piano
- 2021 Falten und Farben (hommage an Simon Hantaï), voor 10 saxofoons (SSAAATTTBB). Note en Bulle Éditions
- 2021 Play-off, voor hobo en piano. Note en Bulle Éditions
- 2021 Point d'équilibre, voor fluit en piano. Note en Bulle Éditions
- 2021 Shared Visions, voor klarinet en piano. Note en Bulle Éditions
- 2022 Fingerprints, voor viool en piano
- 2022 Du simple au double, voor hobo, altsaxofoon, B♭ klarinet, basklarinet, en fagot. Note en Bulle Éditions.
- 2023 Anthropométrie bleue (hommage à Yves Klein), voor sopraansaxofoon, basklarinet, slagwerk
- 2023 Oxymore, voor altfluit en basdrum. Tetractys Publishing

### Werken voor saxofoon
- 1987 Les yeux de la solitude, voor altsaxofoon en 1 slagwerker (vibrafoon, 5 bekkens, 3 gongs, 2 grote tamtams, 1 paar antieke bekkens, 4 pauken of 4 toms, 4 rototoms, marimba, 1 paar maraca's, ratel)[5]
- 1994 Solitude oubliée, voor tenor saxofoon. Éditions Doberman-Yppan
- 1995 Sarajevo, voor saxofoonkwartet
- 1998 Oran, voor altsaxofoon en piano. Resolute Music Publications
- 1999 Du bout des lèvres aux bouts des doigts, voor altsaxofoon. Studentenstuk
- 1999 Tambour battant (Beat the Drum), voor altsaxofoon. Studentenstuk. Resolute Music Publications
- 1999 Série B (B Film), voor altsaxofoon. Studentenstuk. Resolute Music Publications
- 1999 Les photographies du 21, voor altsaxofoon
- 1999 Incertitude, voor altsaxofoon en piano. Resolute Music Publications
- 2000 Thèbes, voor baritonsaxofoon (ook in een versie voor fagot)
- 2000 5 études, voor altsaxofoon. Resolute Music Publications
- 2000 Dial M for... Hommage à Alfred Hitchcock, voor sopraansaxofoon
- 2002 Shadows of Bamian, voor 4 saxofoons (SSTT)
- 2002-2003 Motel Suite, voor sopraansaxofoon en baritonsaxofoon
- 2003 No limits, voor bas- of contrabassaxofoon
- 2003 Un ciel variable pour demain, 8 lichte stukken voor saxofoonkwartet
- 2004 Motel Suite, versie voor altfluit en baritonsaxofoon
- 2005 Ariana, Kaboul, voor altsaxofoon. Resolute Music Publications
- 2007 (S)AXE(S), voor saxofoonkwartet
- 2010 Deuce, voor 2 altsaxofoons. Resolute Music Publications
- 2011 Intimate Echos, voor tenorsaxofoon en piano. Resolute Music Publications
- 2011 Tie-Break, voor altsaxofoon en cello
- 2011 Manu Militari, voor altsaxofoon en fluit. Resolute Music Publications
- 2011 Verticales, hommage à Barnett Newman, voor saxofoonkwartet
- 2012 Redshift/Blueshift, voor baritonsaxofoon en cello. Note en Bulle Éditions
- 2012 Concetto Spaziale (hommage à Lucio Fontana), voor 3 altsaxofoons
- 2012-2013 Tengu-Maï, voor sopraansaxofoon en piano. Resolute Music Publications
- 2013-2014 Deuce 2, voor 2 tenorsaxofoons. Resolute Music Publications
- 2014 Deuce 3, voor 2 sopraansaxofoons. Resolute Music Publications
- 2015 Tri-angles, voor tenor saxofoon. Resolute Music Publications
- 2016 Fragments noirs, voor sopraansaxofoon, altsaxofoon. Note en Bulle Éditions
- 2016 Into Thin Air., voor sopraansaxofoon. Éditions Doberman-Yppan
- 2016-2017 Bas-relief, voor baritonsaxofoon. Note en Bulle Éditions
- 2017 Deuce 4, voor 2 baritonsaxofoons. Resolute Music Publications
- 2017 Arrêt sur image, voor altsaxofoon. Éditions Doberman-Yppan
- 2017 Déroulement. voor baritonsaxofoon en piano
- 2018 Tie-Break 2, voor altsaxofoon en viool. Note en Bulle Éditions
- 2018 Two for One, voor sopraansaxofoon en B♭ trompet. Note en Bulle Éditions
- 2018 Kif-Kif, voor saxofoon en snaartrom. Note en Bulle Éditions
- 2018 Double Fault, voor altsaxofoon en B♭ klarinet. Note en Bulle Éditions
- 2018 Un processus discretus, voor altsaxofoon en gitaar. Éditions Doberman-Yppan
- 2019 Faux-fuyant, voor sopraansaxofoon en hobo. Note en Bulle Éditions
- 2019 Hors-jeu, voor tenorsaxofoon en fagot
- 2019 Hors-jeu, versie B, voor tenorsaxofoon en basklarinet
- 2020 High Expectations, voor sopranino saxofoon
- 2020 Soliloques, voor altsaxofoon. Note en Bulle Éditions
- 2021 Nonante, voor saxofoon. Éditions Billaudot, Collection Saxiana
- 2022 Low Expectations, voor bassaxofoon
- 2022 Deuce 5, voor sopraansaxofoon en tenorsaxofoon
- 2022 Deuce 6, voor altsaxofoon en baritonsaxofoon
- 2023 À intervalles fixes, voor altsaxofoon en slagwerk

### Werken voor orgel
- 1990 Ullaaq

### Werken voor piano
- 1998 Hiroshima. Éditions Doberman-Ypann. Oorspronkelijke titel: Hiroshima mon amour
- 2003 6 Ushebtis. Note en Bulle Éditions
- 2006 Tanze vor Angst - Hommage à Paul Klee. Note en Bulle Éditions
- 2013 Asubakatchin (Capteur de rêves / Dreamcatcher)
- 2015 Mémoire et oubli
- 2023 Mycélium. Éditions Doberman-Yppan

### Werken voor slagwerk
- 1991 Quatuor, voor 2 marimba, 2 vibrafoon en 4 gongs
- 1994 La soif du mal... Hommage à Orson Welles, voor 16 slagwerkers
- 2018 Pommes, voor slagwerk (solist). Note en Bulle Éditions

### Werken voor trombone
- 2005 Stuntman[6]

### Werken voor viool
- 2008 Coups d'archet. Note en Bulle Éditions
- 2014 Cadenza

### Vocale muziek

#### Liederen
- 1998 Mitsu no kisetsu, voor contra-alt en baritonsaxofoon - tekst: Matsuo Basho "Haiku". Éditions Jobert, Collection Pierre de Lune.
- 1999 Ogura sanso, voor sopraan en klein ensemble - tekst: Hyakunin Isshu (Wakagedichten vanuit de Edoperiode)
- 2013 Chemin du miracle, voor sopraan, klarinet en viool

### Filmmuziek
- 2011 El jardín imaginario[7]

## Geselecteerde albums, EP's en audiobestanden
- La soif du mal...Hommage à Orson Welles. Op het album: Percumania – Nishimura, Longtin, Lemay, Grégoire. Slagwerk: Daniel Fortin, Jean-Éric Frenette, Johanne Latreille, Julien Grégoire, Mario Venditti; Robert Leroux, dirigent. Série Actuelles.(Faculté de musique de l'Université de Montréal UMMUS-UMMM; 1997)
- Incertitude. Op het album: Nouvelle musique pour saxophone et piano. Rémi Ménard, saxofoon, Marc Joyal, piano.  (Société nouvelle d'enregistrement SNE; 2000). Zelfstandig geproduceerd in 2021 als single (1 audiobestand).
- Ombres d'automne et de lune. Op het album: Salom Tours, 2000-2001. Quatuor Apollinaire. (Erol Records; 2002). Geremasterd 2021 door de componist als single (1 audiobestand).
- 5 Études voor saxofoon. Op het album: New School. Jean-François Guay, saxofoon. (Fidelio; 2003)
- Vagues vertiges. Op het album: Musique à l'Université Laval, vol. VI. Quatuor de Saxophones Nelligan, Serge Laflamme, percussie, Ensemble de Saxophones du Domaine Forget, Jean-Marie Londeix, dirigent. (Société nouvelle d'enregistrement SNE; 2003)
- Débâcle. Op het album: Le Quintette à vents Estria. Estria Houtblaaskwintet. (Atma Classique; 2004)
- Mare tranquilitatis III. Op het album: CD International Composition Prize 2007, World Premiere Recordings. Luxemburgs Sinfonietta, Marcel Wengler, dirigent. (Editions LGNM 407; 2007)
- Motel Suite (versie B). 2009. Op het album: Crack. Duo Zéphyr. (Erol Records; 2009)
- Tanze vor Angst (hommage à Paul Klee); 6 Ushebtis. Op het album: Small is Beautiful: Miniature Pieces for Piano. Yoko Hirota, piano. (Phoenix Classical, 2009; Novana Records, 2020).
- Fragments/Metamorphosis. Op het album: Land of Living Skies. Leden van het Estria Houtblaaskwintet. (Centrediscs; 2011)
- Deuce. Op het album: Le Plus Vite Possible. Jeffrey Vicker, Dan Gelok, saxofoons. (Jeffrey E. Vicker/SaxViker Music; 2012)
- Hiroshima mon amour. Op het album: Voces Borealis. Yoko Hirota, piano. (Centrediscs; 2013)
- Sarajevo. Op het album: Consonnances modernes. Quatuor de saxophones Nelligan. (Oratorium; 2013)
- Asubakatchin. Op het album: Umbra Septentrionis. Yoko Hirota, piano. (Centrediscs; 2013)
- L'errance... Inhoud: L'errance...hommage à Wim Wenders; Structure/Paysage...hommage à Eli Bornstein; Territoires intérieurs (hommage à Bernard Émond). Zilveren Berk Strijkkwartet (Silver Birch String Quartet). Met: Yoko Hirota, piano, voor Territoires intérieurs. (Centrediscs; 2013)
- Oran. Op het album: Metropolis. Allen Harrington, saxofoon, Laura Loewen, piano. (Ravello Records; 2014)
- Deuce. Op het album: Diálogos. Dúo Lisus. (FonoSax; 2015)
- Urban Influx. Op het album: ISCM Canadian Section - 2015 Selected Works. Proteus Kwartet. (Canadian League of Composers; 2015)
- Fragments noirs. EP (9 audiobestanden). Stereoscope Saxofoon Duo. (Centretracks; 2017)
- Pommes. EP (8 audiobestanden). Ryan Scott, slagwerk. (Centretracks; 2019)
- 5 Études pour saxophone.  EP (5 audiobestanden). Jean-François Guay, saxofoon. (Centretracks; 2021)
- Soliloques. EP (7 audiobestanden). Stéphane Sordet, saxofoon. (Centretracks; 2022)
- Lignum et Spiritus. EP (4 audiobestanden). Inhoud: Point d'équilibre (Stephen Tam, fluit; Yoko Hirota, piano) -- Shared Visions ( Anthony Thompson, klarinet; Yoko Hirota, piano) -- Play-off (Ron Cohen Mann, hobo; Yoko Hirota, piano) -- Au coude-à-coude (Kevin Harris, fagot; Yoko Hirota, piano). (Centrediscs; 2023)
- Mycélium. EP (7 audiobestanden). Yoko Hirota, piano. Onafhankelijk geproduceerd, 2023.
- Clés. EP (9 audiobestanden). Centracks: Stephen Tam, fluit; met Katie Kirkpatrick, fluit (tracks 2 en 8) en Yoko Hirota, piano (track 5). (Centretracks; 2024)

## Geselecteerde video's (liveoptredens)
- À découvert.. Christian Robinson, viool. 5 Penny New Music Concerts, Sudbury, Brewer Lofts Cathedral, 11 juni 2016. YouTube-video, 12:28.
- Concetto Spaziale (hommage à Lucio Fontana) . Echo Rogue Saxophoontrio. 16e Wereld Saxofoon Congres, St. Andrews, Schotland, 12 juli 2012. YouTube-video, 13:00.
- Deuce 2. Duo d'entre-deux (Tommy Davis, Nick Zoulek, saxofoons). Kent State University, 27 september 2014. YouTube-video, 11:33.
- Double Fault. Duo entre-nous (Jackie Glazier, klarinet, Don-Paul Kahl, saxofoon). Gent, België, 24 november 2022. YouTube-video, 4:30.
- Du simple au double. Houtwerk Rietkwintet. Deinze, België, 27 december 2022. YouTube-video, 8:05.
- Falten und Farben. Eastman Saxophone Project. Lenteconcert 2023, Kilbourn Hall, Eastman School of Music, 4 april 2023. YouTube-video, 8:21.
- Fingerprints. Duo Gemini (Jean-Frédéric Molard, viool, Jean-Noël Remiche, piano). Festival Osmose (Evere, België). 3 december 2022. YouTube-video, 3:06.
- Hors-jeu. Maya Grossman, fagot, Andrew Hosler, tenorsaxofoon. Concertreeks: The_____Experiment, Stamps Auditorium, Universiteit van Michigan, Ann Arbor, 19 november 2021. YouTube-video, 3:48.
- Intimate Echoes. Baptiste Boiron, tenorsaxofoon, Chloe Weston, piano. Western University, von Kuster Hall, 29 maart 2018. YouTube-video, 12:40.
- Into Thin Air. Andrew Allan, sopraansaxofoon. 18e Wereld Saxofoon Congres, Zagreb, 10 oktober 2018. YouTube-video, 5:26.
- L'arc de lyre. Kristan Toczko, harp, Jared Tehse, piano. Arizona State University, 12 februari 2022. YouTube-video, 5:44.
- Les photographies du 21.  Alexander Magg, saxofoon. Universiteit van Cincinnati, College-Conservatory of Music, Cohen Family Theatre, 25 oktober 2012. YouTube-video, 17:22.
- Les yeux de la solitude. Matthew Henry, saxofoon, Dave Fair, percussie. Western University, von Kuster Hall, 6 april 2014. YouTube-video, 19:07.
- Manu Militari. Duo Alto (Noa Mick, saxofoon, Anat Nazarathy, fluit). Gefilmde studio-opname, Bazel, 2019. YouTube-video, 3:11.
- No Limits.Tommy Davis, saxofoon, Patrick Harrop, interactieve beelden. Théâtre du Nouvel Ontario (Sudbury), 17 maart 2018. YouTube-video, 12:15.
- Oran. Allen Harrington, saxofoon, Laura Loewen, piano. SaxOpen. Straatsburg (Frankrijk), 11 juli 2015. WebTV-video, 13:09.
- Ramallah. Victor Herman, altsaxofoon; Koninklijk Harmonieorkest Vooruit Harelbeke; Erik Desimpelaere, dirigent. CC Het Spoor, Harelbeke (België), 28 december 2019. YouTube-video, 16:38.
- Shadows of Bamian. Proteus Saxofoon Kwartet. North American Saxophone Alliance Region 9 Conference, Universiteit van Saskatchewan, 9 februari 2013. YouTube-video, 19:44.
- Stuntman. James C. Lebens, trombone. Salle Henri-Gagnon, Université Laval, 23 september 2005. YouTube-video, 15:45.
- Tanze vor Angst (hommage à Paul Klee). Yoko Hirota, piano. Western University, von Kuster Hall, 10 januari 2014. YouTube-video, 4:07.
- Trou noir. Sumner Truax, saxofoon; Kurt Eric Galván, piano; Copeland Woodruff; acteur. Hatch Recital Hall, Eastman School of Music, 8 november 2014. YouTube-video, 14:51.